# ب‌ام‌و زد۴ (ای۸۹)

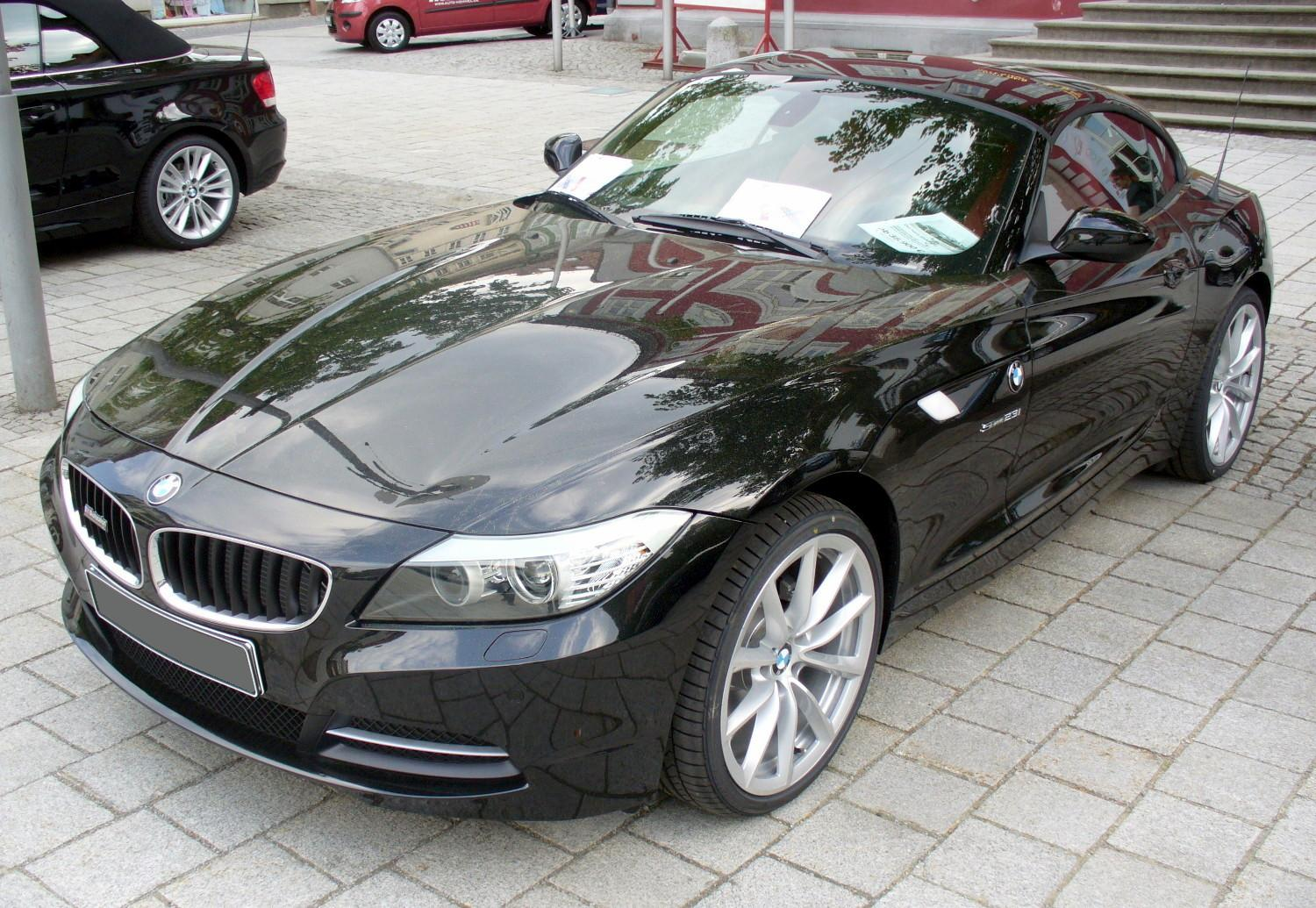
بی ام دبلیو زد ۴ (ای ۸۹) نما: جلو

بی ام دبلیو زد ۴ (ای ۸۹) دارای شاسی از نوع نسل دوم بی ام دبلیو زد ۴ می‌باشد. موتور این خودرو شش سیلندر است. خبر تولید جدیدترین مدل آن در ۱۳ دسامبر ۲۰۰۸ منتشر شد و در سال ۲۰۰۹ در نمایشگاه بین‌المللی خودروی آمریکای شمالی واقع در شهر دیترویت رونمایی گردید.